# Somerville (New Jersey)
Somerville è un comune (borough) degli Stati Uniti d'America, situato nello stato del New Jersey, nella contea di Somerset, della quale è il capoluogo.